# Wild World
Pour l'album de Bastille, voir Wild World (album).
Pistes de Tea for the Tillerman
Hard Headed Woman Sad Lisa
Wild World est une chanson écrite et composée par Cat Stevens après sa rupture avec Patti D'Arbanville, et extraite de son quatrième album Tea for the Tillerman. Le single a atteint la 11e place du Billboard Hot 100.

## Reprises
De nombreux artistes ont repris Wild World, parmi lesquels Jimmy Cliff, Me First and the Gimme Gimmes, Mr. Big et Maxi Priest. La chanson a également été reprise par les acteurs de la série Skins dans l'épisode final de la première saison.
En 1970, elle est reprise en français par Claude François.
En 1994, le groupe Wise Guys en fait une reprise a cappella pour leur premier album, Dut-Dut-Duah!.
En 2019, elle est reprise par le groupe Bastille avec Kianja featuring pour leur album Other People Heartache Pt 4.